# Katastrofa kolejowa pod Sobieszczanami
Katastrofa kolejowa pod Sobieszczanami – wykolejenie pociągu pod Sobieszczanami, które wydarzyło się we wrześniu 1920 roku.

## Opis
Do zdarzenia doszło we wrześniu 1920 roku na linii kolejowej Rozwadów-Lublin pod Sobieszczanami. Niedaleko zlikwidowanej stacji tamże jadący od strony Lublina pociąg wojskowy najechał na pękniętą szynę i wykoleił się. Parowóz wypadł z torów i ugrzązł w piasku, zaś przepełnione pasażerami wagony uległy stłoczeniu miażdżąc się nawzajem.
Pierwotnie informowano, że w wypadku śmierć poniosło 9 osób, a 25 zostało rannych. Przeszło miesiąc po zdarzeniu podano, że zginęło 7 osób, a około 70 zostało ciężko i lekko rannych.